# Bertrand de Blanquefort

Großmeisterwappen Bertrands de Blanquefort

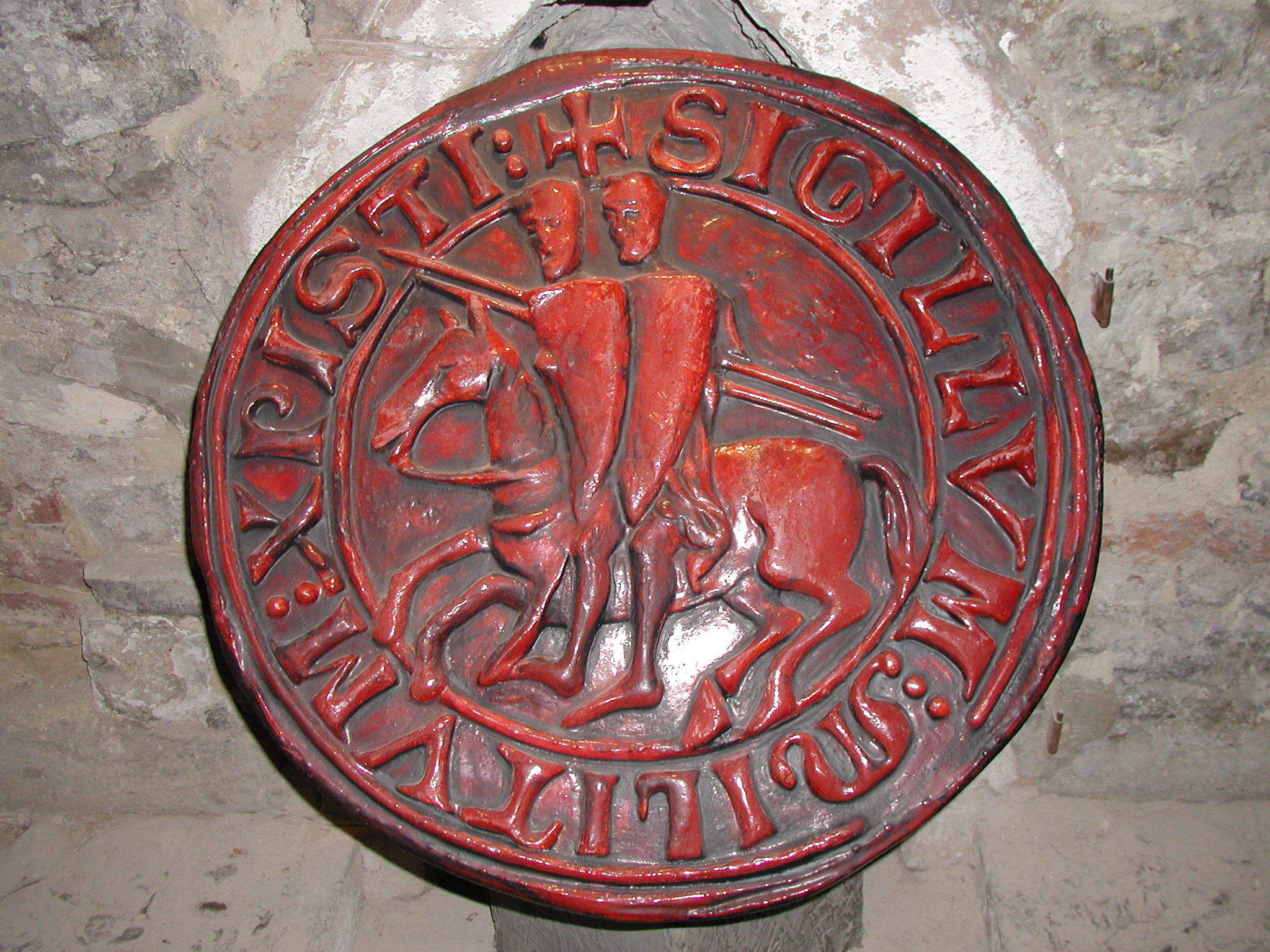
Siegel des Templerordens

Bertrand de Blanquefort (auch Blanchefort, * um 1109; † 2. Januar 1169) war der sechste Großmeister des Templerordens.

## Leben
Bertrand war der jüngste Sohn des Godfrey de Blanchefort, eines Ritters aus dem Herzogtum Guyenne (siehe auch Haus Blanchefort).
Er wurde im Oktober 1156 zum Großmeister gewählt. Zu Beginn seiner Amtszeit führte Bertrand die Templer an der Seite König Balduins III. von Jerusalem in den Kampf gegen Nur ad-Din. Im Anschluss an Balduins Niederlage bei Banyas 1157, geriet Bertrand in einen Hinterhalt und wurde gefangen genommen. Er verbrachte drei Jahre im Kerker von Aleppo, bis er im Rahmen eines Friedensvertrages zwischen dem byzantinischen Kaiser Manuel I. Komnenus und Nur ad-Din zusammen mit 6.000 weiteren christlichen Gefangenen freigelassen wurde.
1163 begleitete Bertrand König Amalrich I. während dessen Invasion nach Ägypten. Die Expedition scheiterte trotz hoher Kosten. 1168 lehnte Bertrand die Teilnahme der Templer an einer weiteren Expedition nach Ägypten ab.
Bertrand nahm einige nachhaltige Reformen innerhalb des Templerordens vor. So ließ er die Ordensregel um Ordenssatzungen (sog. „retraez“ oder „retrais“) ergänzen, die den hierarchischen Aufbau des Ordens genau regelten. Außerdem erwirkte er bei Papst Alexander III. für sein Amt den Titel „Meister von Gottes Gnaden“ (Magister Dei Gratia).
In seinem Siegel von 1157 verwendete Bertrand erstmals das Motiv der zwei Ritter auf einem Pferd.